# Shanglong Building
Le Shanglong Building est un gratte-ciel de 228 mètres construit en 2004 à Shenzhen en Chine. 